# Брамсель

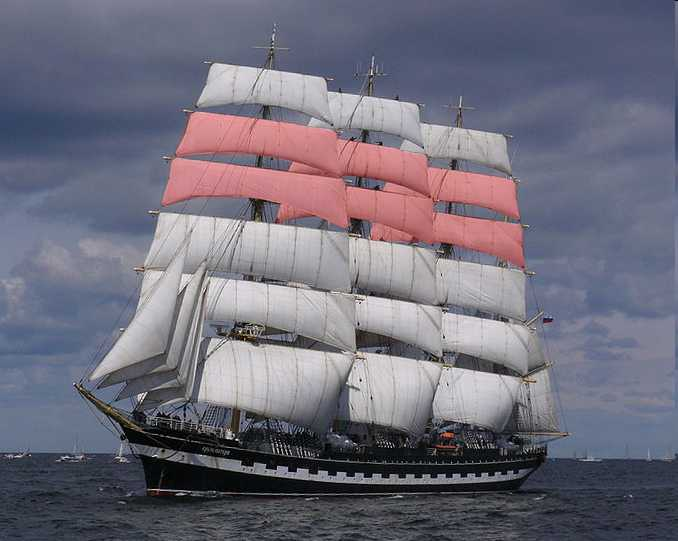
Бом-брамсели и разрезные брамсели барка «Крузенштерн» (выделены красным). Следует отметить, что у барка нет крюйс-брамселей, так как его бизань-мачта не несёт прямых парусов. В данном случае мы видим фор- и фор-бом-брамсели на фок-мачте, а также грот- и грот-бом-брамсели на первой и второй грот-мачтах

Бра́мсель (нидерл. bramzeil) — прямой парус, ставящийся на брам-рее над марселем. В зависимости от принадлежности к той или иной мачте брамсель, соответственно, называют: на фок-мачте — «фор-брамсель», на грот-мачте — «грот-брамсель» и на бизань-мачте — «крюйс-брамсель».
Парус, поднимаемый над брамселем называют «бом-брамселем» (соответственно, грот-бом-брамсель, фор-бом-брамсель, или крюйс-бом-брамсель).
Брамсель является летучим парусом, если его рей не вооружён топенантами и брасами.
На больших современных парусных судах конструкцией могут быть предусмотрены два брамселя — верхний и нижний.

## Расположение брамселей
| Расположение неразрезных брамселей                 | Расположение разрезных брамселей | Расположение бом-брамселей                                     |
|                                                    | |                                                                |
| 1. крюйс-брамсель 2. грот-брамсель 3. фор-брамсель | 1. нижний крюйс-брамсель 2. верхний крюйс-брамсель 3. нижний грот-брамсель 4. верхний грот-брамсель 5. нижний фор-брамсель 6. верхний фор-брамсель | 1. крюйс-бом-брамсель 2. грот-бом-брамсель 3. фор-бом-брамсель |